# Club Xuventude Baloncesto
O Club Xuventude Baloncesto (português: Clube Juventude de Basquetebol) também conhecido por Cambados Ciudad Europea do Viño é um clube profissional de basquetebol situado na cidade de Cambados, Galiza, Espanha que atualmente disputa a Liga Plata.

## Temporada por Temporada
| 2000–01 | 4 | Liga EBA    | 13 | –                      | 12–18 | –     |
| 2001–02 | 4 | Liga EBA    | 12 | –                      | 14–20 | –     |
| 2002–03 | 4 | Liga EBA    | 9  | –                      | 12–18 | –     |
| 2003–04 | 4 | Liga EBA    | 14 | Rebaixado              | 8–22  | –     |
| 2004–05 | 5 | 1ª División |    | –                      |       | –     |
| 2005–06 | 5 | 1ª División | 11 | –                      | 8–6   | 8–6   |
| 2006–07 | 5 | 1ª División | 5  | –                      | 10–4  | 7–7   |
| 2007–08 | 6 | 1ª División | 2  | Playoffs de Promoção2º | 24–6  | 2–1   |
| 2008–09 | 6 | 1ª División | 6  | –                      | 20–10 | –     |
| 2009–10 | 4 | Liga EBA    | 12 | –                      | 11–15 | –     |
| 2010–11 | 4 | Liga EBA    | 8  | –                      | 11–9  | 0–1–1 |
| 2011–12 | 4 | Liga EBA    | 1  | Finalista5º            | 18–2  | 4–1–1 |
| 2012–13 | 4 | Liga EBA    | 1  | PromovidoCampeão       | 18–2  | 3–0   |
| 2013–14 | 3 | LEB Plata   | 12 | –                      | 8–16  | –     |
| 2014–15 | 3 | LEB Plata   | 7  | Quartas de Finais      | 16–12 | 0–2   |
| 2015–16 | 3 | LEB Plata   | 11 | –                      | 10–16 | –     |
| 2016–17 | 3 | LEB Plata   | 2  | Quartas de finais      | 21–9  | –     |
| 2017-18 | 3 | LEB Plata   | 13 | Rebaixado              | 11–19 | –     |

## Nomes de Patrocinador
- - Establecimientos Otero: 2001–2013
  - Conservas de Cambados: 2013–2014
  - Cambados Cidade Europea do Viño 2017: 2016–presente